# 二十五，二十一
《二十五，二十一》為韓國tvN於2022年2月12日至4月3日間播出的週末連續劇，由《請輸入檢索詞WWW》的鄭智炫導演與權度銀編劇再度合作打造，金泰梨、南柱赫領銜主演，苞娜、崔顯旭以及李宙明共同主演。此劇講述動盪的1998年，追求遠大抱負的18歲擊劍選手和努力開啟新人生的22歲年輕男子第一次相遇，經歷三年才在25歲和21歲相愛的青春故事。海外則由Netflix在韓國播出當日於全球同步上線。

## 製作

### 創作與選角
2021年3月26日，J,Wide-Company透過媒體證實旗下藝人金泰梨收到tvN電視劇飾演《二十五二十一》女主角出演提案，有望飾演擊劍選手羅希度，是一名高中擊劍部成員且擔任國家代表選手，同時也擁有四千萬黑粉的金牌得主。而Management SOOP也在當天隨後證實旗下藝人南柱赫收到男主角出演提案，預計飾演UBS體育記者白易辰，是一名進行潛伏採訪時當過許多職業，之後在亞運會採訪時遇上女主角的體育記者。金泰梨及南柱赫雙方經紀公司皆表示「目前的確收到提案，正在積極討論的階段。」，並且首度公開製作內容，是一部講述在1998年亞洲金融風暴造成的社會混亂中，一對男女相識並歷經誤會、創傷與依賴的青春愛情故事，將由Hwa&Dam Pictures製作、鄭智炫導演與權度銀編劇聯手打造，預計在下半年開始拍攝、冬季播出。
6月29日，電視劇幕後相關人士透漏苞娜將出演本劇，隨後獲經紀公司STARSHIP娛樂證實，苞娜飾演擊劍選手高宥琳，是一名高中擊劍隊成隊員及國家代表，羅希度（金泰梨飾演）的競爭對手，性格看似冷漠，但對擊劍卻十分熱情。8月26日，崔顯旭透過Xports News採訪證實出演本劇，飾演當時的網紅文智雄，是一名個性、風格獨特的時尚達人，也是太梁高中五人幫中的一員。
9月7日，正式宣布由金泰梨、南柱赫、苞娜、崔顯旭及李宙明主演，並預計於2022上半年播出。李宙明飾演班長池昇琬，是一名全校第一但內心充滿反叛精神的廣播社DJ，熱情地與聽眾分享對這個時代、社會、學校和個人生活的關注。金泰梨是繼2018年《陽光先生》時隔三年後首次出現在小銀幕上，並與當時擔任副導的鄭智炫導演再度合作拍攝。此外，也是鄭智炫導演與權度銀編劇繼《請輸入檢索詞WWW》二度合作擔任編導，因此在劇中有許多場面與《請輸入檢索詞WWW》有所關聯，例如在最終回白易辰（南柱赫飾演） 使用的Barro入口網站為該劇中所創建。

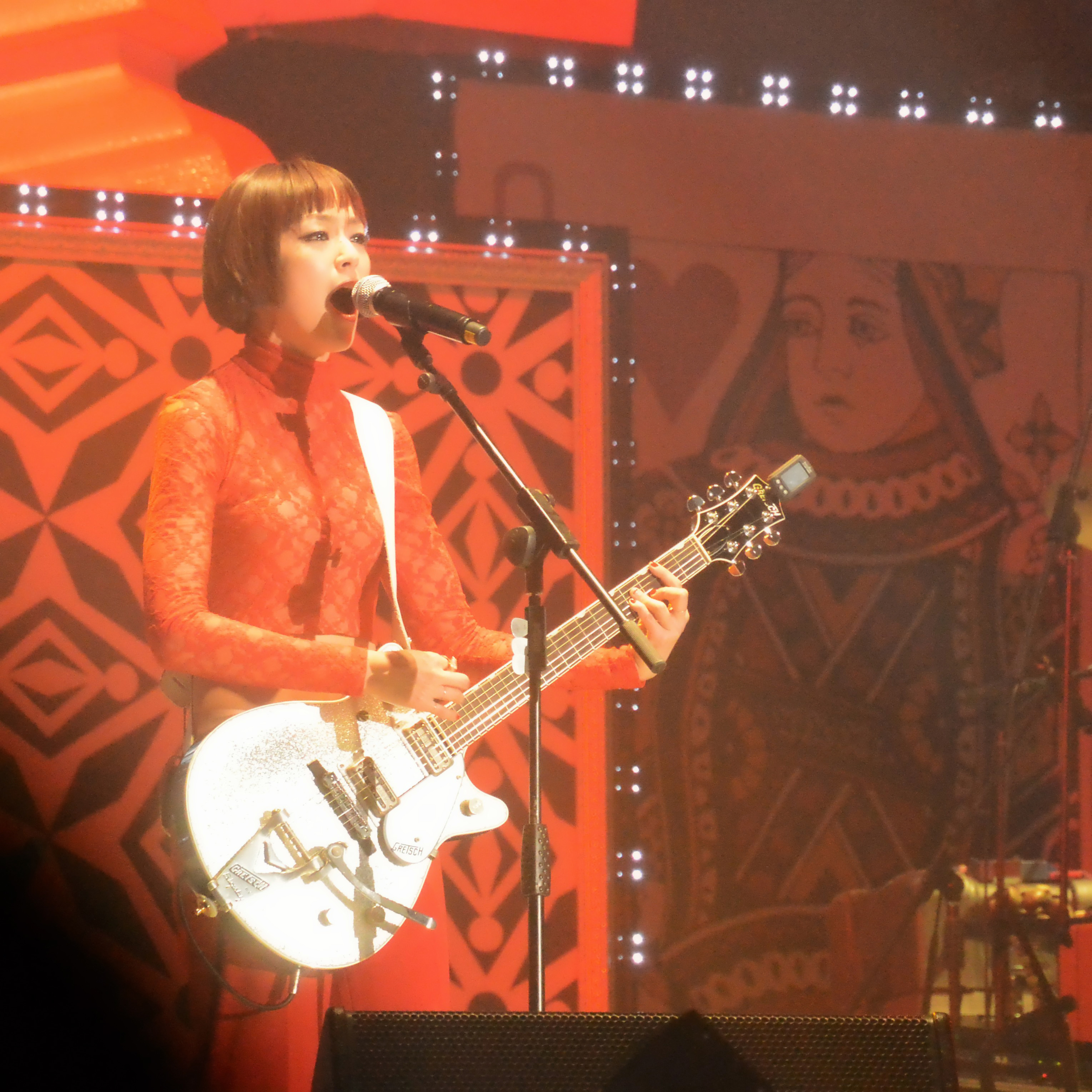
劇名取自2013年紫雨林專輯主打歌〈스물다섯, 스물하나 〉。

劇名取用自紫雨林第9張專輯《Goodbye, grief.》的主打歌〈스물다섯, 스물하나（二十五，二十一） 〉，在劇中也使用這首歌作為主題配樂穿插在場景中。除了劇名之外，也使用紫雨林的許多歌名在劇中作為對白出現，包括第1集的〈팬이야（我是你的粉絲）〉、第4集〈이런데서 주무시면 얼어죽어요（如果你睡在這裡，你會凍死的）〉、第9集〈무지개（彩虹）〉與第10集〈영원히 영원히（永遠永遠）〉等。
背景設定在1998年，因此在劇中也運用許多該年代的作品與產物，例如《浪漫滿屋》、《龍族》該年代具有代表性的漫畫小說作品，與當時蔚為風潮的精靈寶可夢麵包相似的附贈貼紙麵包，以及第四代的福特野馬敞篷車等，來表達劇中的時間線與背景，並與人物及劇情做出連結。
劇中羅希度的原型人物被推測為時代背景相近的韓國女子擊劍運動員南賢喜，而白易辰的原型人物也被推測為她當時男友及本劇教練的擊劍運動員元禹寧。不同的是白易辰在劇中並非擊劍選手，也沒有獲得編劇的證實，但羅希度和白易辰兩人的結局卻與南賢喜和元禹寧十分相似。飾演羅希度的演員金泰梨也曾表示希望編劇修改劇本，編劇最終仍按照初步規劃方向維持原定的結局，金泰梨則尊重編劇的想法，但也使得原型人物推測更獲可能。

### 拍攝
於2021年9月7日正式開拍，但金泰梨為了勝任擊劍選手角色，在開拍前約5個月就先進行擊劍訓練，苞娜也在3個月前展開訓練，並由2012年倫敦奧運男子團體擊劍冠軍元禹寧擔任兩人擊劍教練與擊劍戲劇顧問。
2022年3月2日，經紀公司Management mmm宣佈自家演員金泰梨於2月26日確診COVID-19，導致本劇暫停拍攝，預計將於3月4日解除隔離後恢復拍攝，劇組則表示目前存檔足夠，不會影響戲劇播出。3月3日，演員崔顯旭透過經紀公司Goldmedalist宣佈COVID-19篩檢陽性，金泰梨和崔顯旭都按照防疫當局的指導進行隔離，南柱赫及苞娜篩檢陰性，而李宙明與確診演員並無重疊活動，tvN表示將於下週結束拍攝，不會更改節目播放檔期，而本劇最終也於3月9日完成所有拍攝。

#### 取景

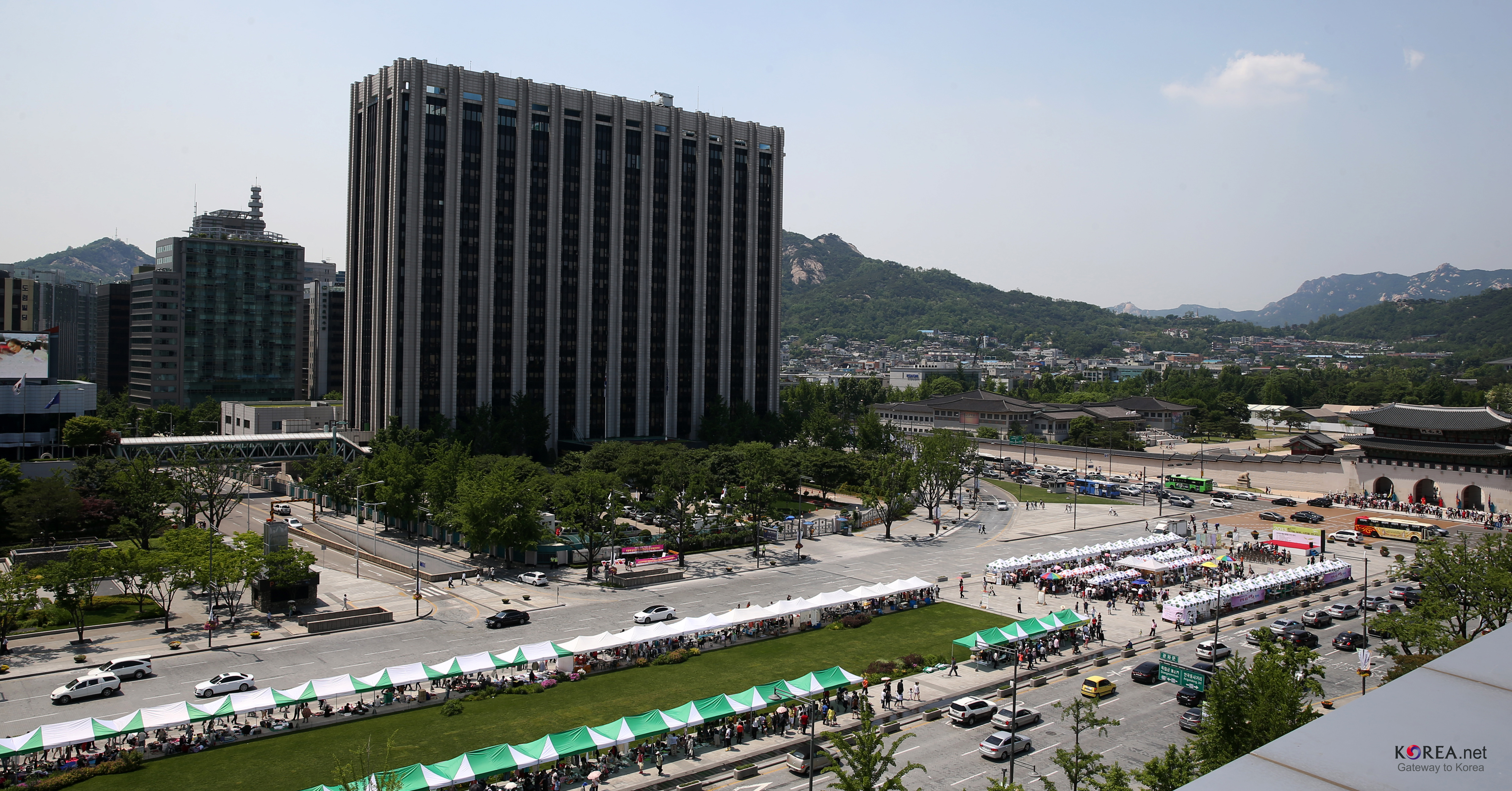
第1集中，希度穿越抗議國片配額的人潮；以及第6集中，希度在人群中與回到首爾的易辰相遇的光化門廣場。

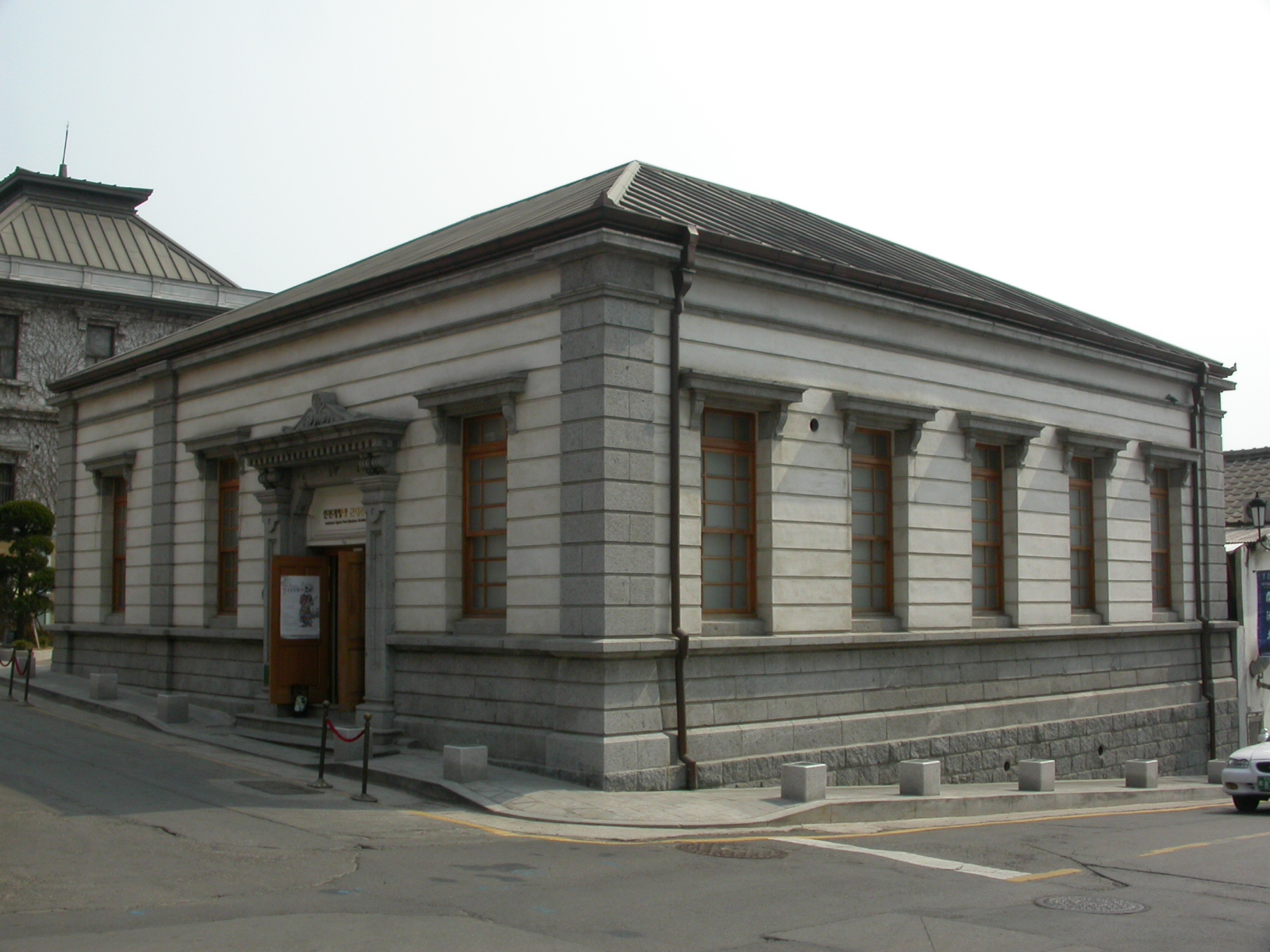
第3集中，希度尋找易辰父親，被易辰發現的地點為仁川開港現代建築博物館旁。

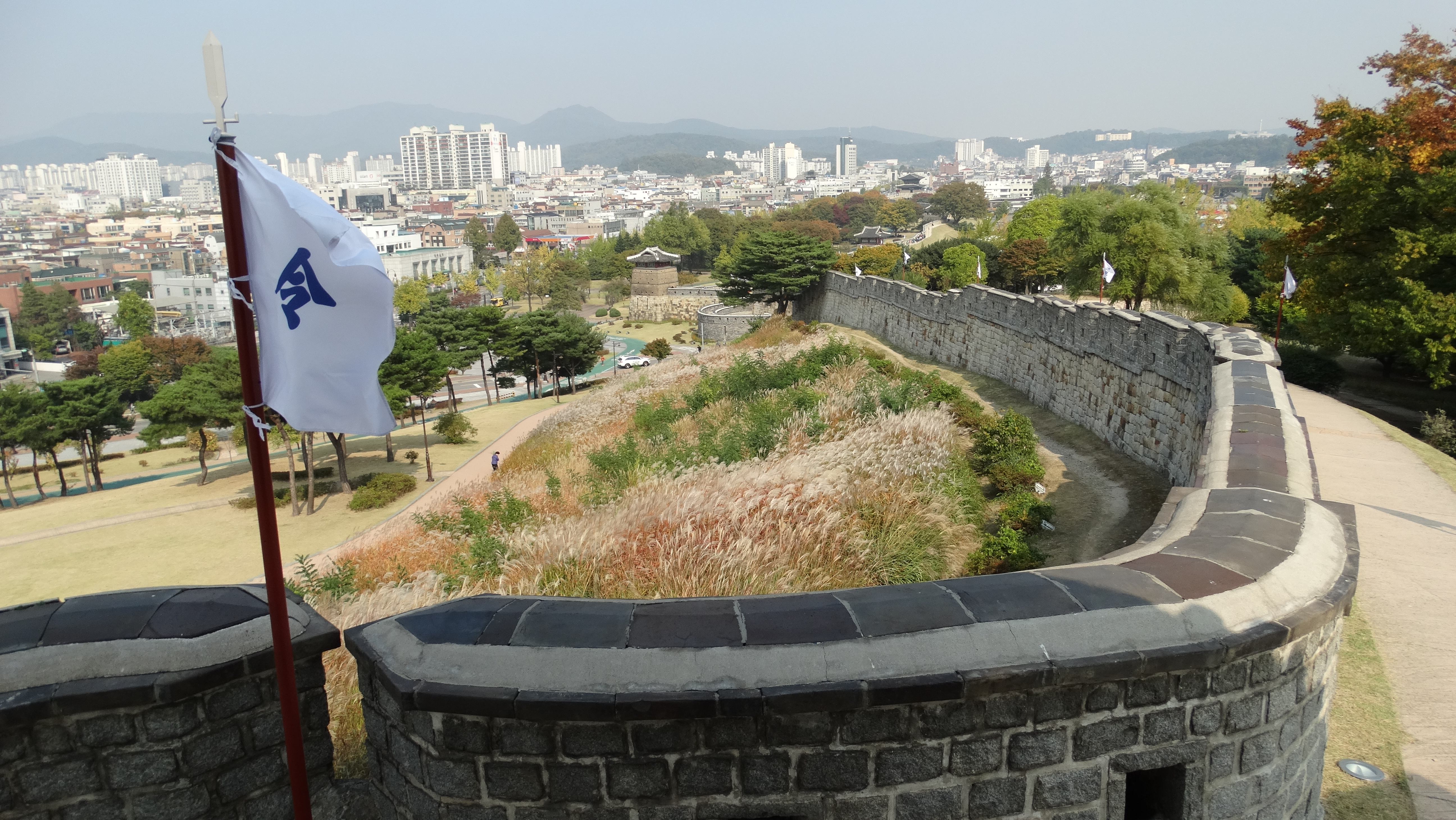
第3集中，希度進行額外訓練時，提著水桶在水原華城爬山。

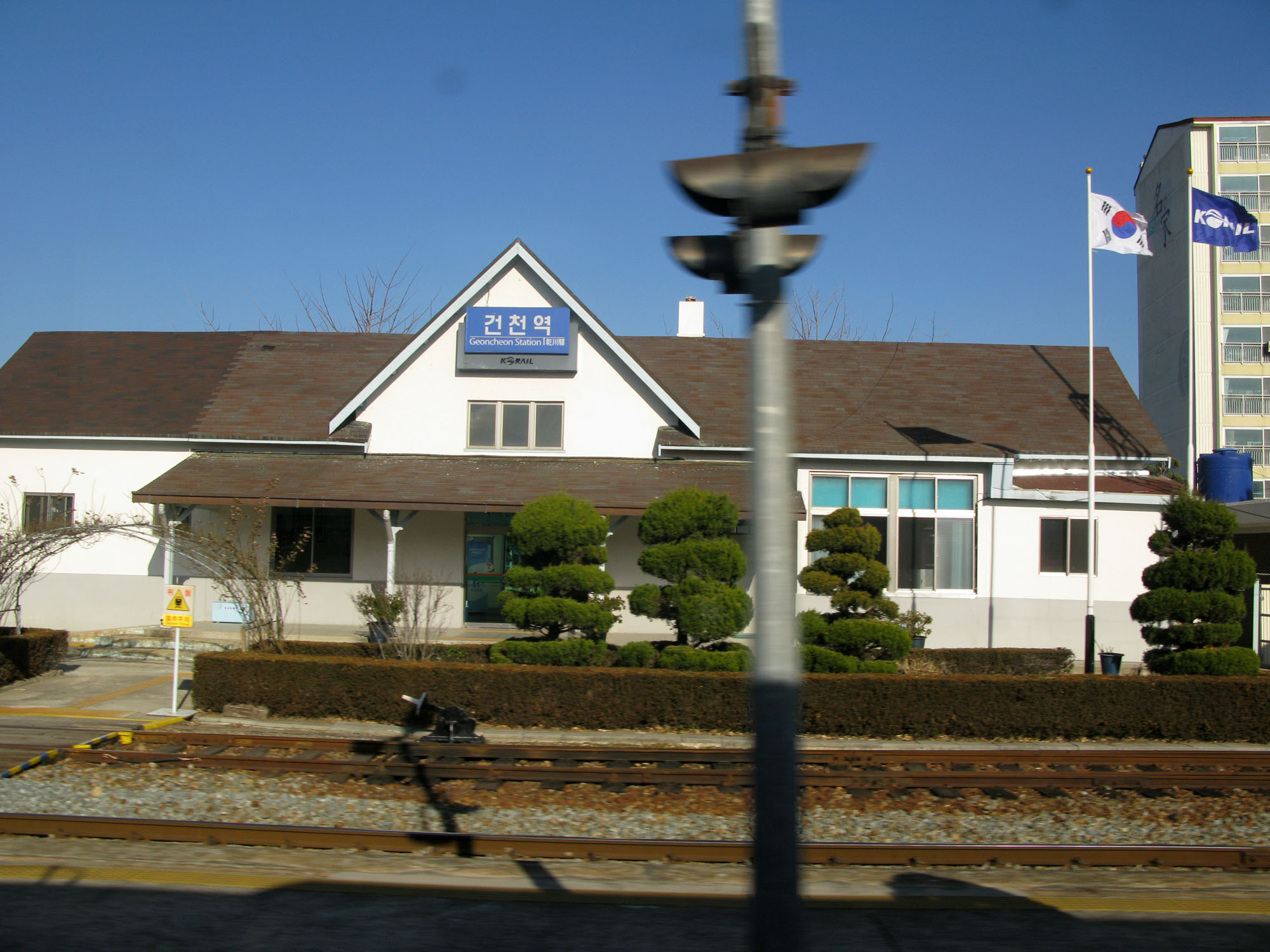
第6集中，希度比賽前發現日本選手誤拿自己的劍，急忙去取回的乾川站。

全劇以首爾麻浦區阿峴洞為背景，但實際上在全州市多處取景，並搭配許多CG特效。

| 首爾市 - 抗議場景 鐘路區 光化門（광화문） - 大象小吃店 鐘路區 孝子小吃（효자분식） - 網友見面處 鍾路區 馬羅尼矣公園（마로니에공원） - 與教練聚餐 麻浦區 麻浦真的元祖最大砲（마포진짜원조최대포 본점） 全羅北道全州市 - 希度家 完山區韓屋村 Crossing Guesthouse（크로싱 게스트 하우스） - 雜貨店 完山區南固山城1路13 空地搭景（전북 전주시 완산구 남고산성1길 13） - 隧道 完山區校洞7-2 寒碧隧道（한벽터널） - 水龍頭 完山區 全州第一高等學校（전주제일고등학교） - 選手村 完山區 全州教育大學宿舍（전주교육대학교） - 租書店 完山區西鶴洞藝術村 聲音磨坊（소리방앗간） 忠清南道 - 芭蕾比賽場地 錦山郡錦山邑 錦山閣樓院（금산다락원） - 太梁高中 論山市 論山女子商業高等學校（논산여자상업고등학교） | 江原道 - 校外教學海邊 高城郡 三浦海水浴場（삼포해수욕장） - 易辰與媽媽散步的海邊 襄陽郡 河趙臺海水浴場（하조대 해수욕장） - 易辰告白的大橋 春川市 春川大橋（춘천대교） - 紅色燈塔 三陟市 新南港燈塔（신남항 등대） - 烤肉海灘 江陵市 Guytack度假屋（가이택 펜션） - 易辰與希度打鬧的海邊 東海市 望祥第二自動露營場（망상 제2오토캠핑장） 京畿道 - 公車站牌 水原市 八達山（팔달산） - 希度提水桶進行額外訓練 水原市 水原華城（수원 화성） - 易辰請希度吃的義式餐廳 平澤市 Puffin Restaurant（퍼핀 레스토랑） 仁川市 - 兩人三腳 中區中央洞2街 仁川開港街（인천개항길） 慶尚北道 - 希度取劍的永川站 慶州市乾川邑 乾川站（건천역） - 希度迷路的巷弄 慶州市 愛敬超市（애경슈퍼） |  |

### 發行
2021年12月24日tvN排定於2022年2月12日首播，2022年1月10日釋出首篇預告，並於2月9日舉行線上發佈會，包括金泰梨、南柱赫、苞娜、崔顯旭、李宙明等主演及鄭智炫導演出席參加。
2022年2月12日起於每週六、日21:10－22:30（KST）的tvN週末連續劇時段接檔《不可殺：永生之靈》播出，並於4月3日播出最終回，電視分級被列為15級。網路串流媒體由CJ E&M旗下的TVING播出，國際發行則由Netflix做為原創影集於每週六、日23:00（KST）全球同步上線。
導演剪輯版藍光光碟（BD）與DVD於2022年4月6日至27日於Music&Drama開起預購，4月18日確定製作，並於5月4日完成導演、編劇及演員解說與評論拍攝。
中國大陸地區於2022年12月12日中午十二點在優酷上線。

## 劇情
| 集數 | 標題   | 導演   | 編劇   | 首播日期      | 時長 (分鐘) |
| --- | ------ | ------ | ------ | ------------- | ----------- |
| 1 | 제1회  | 鄭智炫 | 權度銀 | 2022年2月12日 | 75          |
| 深受COVID-19疫情影響的2021年，退役擊劍運動員羅希度的15歲女兒金敏彩決定放棄追求芭蕾夢想，逃回到了外婆家，偶然發現母親在1998年寫的日記。回到1998年，當時的韓國正努力應對亞洲金融風暴而接受IMF援助，此時18歲的擊劍神童羅希度得知學校因亞洲金融風暴造成的財政困難，將解散擊劍社，眼見夢想將化為烏有，希度決定讓自己轉到偶像擊劍選手和國家金牌得主高宥琳所在的太梁高中，並立即展開她的轉學計劃。同時她也遇到一位22歲的送報員男孩白易辰，雖然他們第一次見面並不愉快，但在幾次的相遇後，兩人成為朋友。 |        |        |        |               |             |
| 2 | 제2회  | 鄭智炫 | 權度銀 | 2022年2月13日 | 74          |
| 希度在努力與母親的協助下成功轉學到太梁高中，在新學校的第一天，希度結識新同學文智雄和班長池昇婉，並發現易辰過去是廣播社，也如願以償和自己崇拜的偶像高宥琳見面；然而，宥琳對待希度的態度卻是陰冷又傲慢，使希度感到被冒犯與驚訝。而易辰來到宥琳家的小吃店，與時久沒連繫的宥琳母親重逢。此外，希度無意間得知易辰原本是富裕人家的長子，卻因父親破產和負債，被迫從大學退學和被債主糾纏。為了讓易辰振作，希度便帶著易辰去玩個痛快，兩人的關係也逐漸升溫。 |        |        |        |               |             |
| 3 | 제3회  | 鄭智炫 | 權度銀 | 2022年2月19日 | 70          |
| 身為易辰房東女兒的昇婉，發現易辰是廣播社的學長後，對易辰的態度大翻轉。易辰與弟弟易玄吃飯的過程中，發現他在學校被同學欺負，並警告了他們。易辰的父親回來見他，卻被希度誤會是債主阻止他們見面，幸好在易辰發現且尋找後，成功與想念他的父親重逢。同時，希度在訓練時得知她有參加國家隊選拔賽的資格，向梁燦美教練請求額外的訓練。宥琳和希度進行夜間訓練時，被嫉妒的學姊禁止和斥責，並逼迫他們道歉，但只有宥琳低下了頭。而希度對宥琳的行為和之前的態度感到大失所望，決定將牆上關於宥琳獲獎的報導撕了下來，並以用戶名“拉德37”與網友“糯米糕”聊天以發洩她難過的情緒，獲得了糯米糕的安慰。                                                               |        |        |        |               |             |
| 4 | 제4회  | 鄭智炫 | 權度銀 | 2022年2月20日 | 74          |
| 希度為了請智雄教她舞蹈，而幫智雄偷送飲料給他暗戀的宥琳，但被發現後卻讓宥琳對飲料反感。希度碰巧遇到因為工作面試失敗而喝醉酒睡在家門的易辰，希度幫易辰蓋了毯子，並寫下告示牌表示他面試被刷掉讓路人不要惹他，卻又寫錯字引發笑話。要去歸還小菜盒給昇婉的智雄與送小菜給易辰的宥琳在公車上巧遇，而設法成功讓學姊同意夜間訓練的希度，在回家路上卻被追擊，幸好遇到開著紅色敞篷車的易辰載了她一程，四個人不約而同的來到昇婉家。易辰、希度、宥琳、智雄和昇婉五人首次聚在一起，並且拍下了他們第一張合照。得知宥琳要到選手村的智雄，一早到宥琳家門等她，而易辰在希度夜間訓練時送給他飲料，希度則教易辰擊劍，易辰和希度以及智雄和宥琳的關係都更進了一步。 |        |        |        |               |             |
| 5 | 제5회  | 鄭智炫 | 權度銀 | 2022年2月26日 | 76          |
| 6 | 제6회  | 鄭智炫 | 權度銀 | 2022年2月27日 | 74          |
| 7 | 제7회  | 鄭智炫 | 權度銀 | 2022年3月5日  | 72          |
| 9 | 제9회  | 鄭智炫 | 權度銀 | 2022年3月12日 | 73          |
| 10 | 제10회 | 鄭智炫 | 權度銀 | 2022年3月13日 | 70          |
| 11 | 제11회 | 鄭智炫 | 權度銀 | 2022年3月19日 | 76          |
| 12 | 제12회 | 鄭智炫 | 權度銀 | 2022年3月20日 | 74          |
| 13 | 제13회 | 鄭智炫 | 權度銀 | 2022年3月26日 | 74          |
| 14 | 제14회 | 鄭智炫 | 權度銀 | 2022年3月27日 | 78          |
| 15 | 제15회 | 鄭智炫 | 權度銀 | 2022年4月2日  | 88          |
| 16 | 제16회 | 鄭智炫 | 權度銀 | 2022年4月3日  | 89          |

## 演員陣容

### 主要人物
| 演員                                     | 角色   | 介紹 |
| 金泰梨 （童年：玉曳璘） （中年：金素賢） | 羅希度 | 18歲（1998年），太梁高中擊劍部兼國家代表，是擊劍神童中的金牌得主，也因為金牌爭議而引來許多黑粉。個性充滿活力和魄力，夢想是成為偶像高宥琳的對手，而堅定的向著目標前進。與因為IMF時期從富裕家庭少爺變成記者的白易辰糾纏在一起，開始苦惱著愛情、友情和夢想。                              |
| 南柱赫                                   | 白易辰 | 22歲（1998年），UBS體育部記者，富裕家庭的長子，卻因為家中破產而面臨人生考驗，只能靠打工維持生計，但也因此認識了羅希度。在23歲時成為電視臺記者，舉辦亞運會時成為了體育記者，在亞運會擊劍比賽中與擊劍金牌羅希度再次相遇，開始苦惱如何在事業與愛情上做出抉擇。                            |
| 苞娜 （童年：京多恩）                    | 高宥琳 | 18歲（1998年），太梁高中擊劍部兼國家代表，起初不願接納羅希度，但在發現彼此是關係密切的網友後而成為朋友。看似性格冷漠，但對擊劍卻十分熱情。雖然媒體制造出高宥琳與羅希度是競爭對手，實際上兩人卻有著深厚的友誼。對文智雄有好感，順利成為情侶，目標是奪得奧運金牌，也是白易辰的青梅竹馬。 |
| 崔顯旭                                   | 文智雄 | 18歲（1998年），太梁高中5人幫成員，暱稱“七班小可愛”。擁有著獨特個性和風格的時尚達人，自稱是藝術世界的荒謬。也是在那個時代韓國最受歡迎的社交網站CYWORLD上的Influencer（網紅）。追求高宥琳，兩人關係而逐漸緊密，順利成為情侶。                                                           |
| 李宙明                                   | 池昇琬 | 18歲（1998年），全校第一且擔任班長，但內心充滿反抗的聖女貞德。作為太梁高中廣播部的DJ，也使用「DJ婉昇」之名擔任電台主持人，與聽衆熱情地思考這個時代和社會、學校、個人的生活。文智雄的青梅竹馬。出社會後在LBS綜藝局擔任副導。                                                            |

### 羅希度周邊人物
| 演員   | 角色   | 介紹 |
| 徐在熙 | 申在京 | 44歲（1998年），UBS 9點新聞主播，希度媽媽。如果在地球滅亡的瞬間，也能傳達速報的話，自己就不是在女兒身邊，而是想守護著電視臺主播席，忍受著女兒的憎恨，隱藏著內心深處的想法。 |
| 崔明彬 | 金敏彩 | 15歲（2021年），芭蕾舞比賽11號選手，羅希度的女兒，父親身份在剧中未揭露。因為想放棄芭蕾，離家出走到外婆家，看完了媽媽的日記後，而決定重拾芭蕾夢想。                          |
| 白石光 | 羅成鎮 | 希度爸爸，擅長木工，在希度小時候讓她對擊劍產生興趣，並且成為他未來的動力。                                                                                                  |

### 白易辰周邊人物
| 演員                  | 角色   | 介紹 |
| 朴胤熙                | 白誠學 | 白易辰的父親，曾經是個有錢的商人，但因為亞洲金融風暴而破產。雖然身為商人，但對家庭也十分照顧，破產之際為了不波及家人，而與妻子假離婚。 |
| 金英善                | 易辰母 | 白易辰的媽媽，愛丈夫勝過愛孩子，與丈夫分隔兩地後，對丈夫念念不忘。因此就算破產，也從不後悔嫁給了自己的丈夫。                           |
| 崔民英 （成年：姜勛） | 白易玄 | 15歲（1998年），白易辰的弟弟，是昇婉在電台的忠實粉絲，ID為白虎。家中破產後暫住姑姑家，但因為在學校被欺負，而離開首爾與媽媽相聚。       |
| 朴正表                | 易辰舅 | 白易辰的舅舅，在浦項經營魚市場，在他們決定離開首爾，卻無處可去時接受易辰一家。                                                         |
| 金南怡                | 易辰姑 | 白易辰的姑姑，易玄還在首爾時寄住在她家，並且幫忙保管易辰的紅色跑車。                                                                   |

### 高宥琳周邊人物
| 演員   | 角色   | 介紹 |
| 許智娜 | 宥琳母 | 高宥琳的母親，經營著一家大象小吃店。溫暖且善解人意，在希度擊敗女兒獲得金牌後飽受爭議時，仍擁抱並給予希度安慰。 |
| 金東均 | 宥琳父 | 高宥琳的父親，一名貨車司機。疼愛女兒，卻不了解她內心的想法。由於一場事故，使宥琳選擇去俄羅斯賺取和解金。       |

### 池昇琬周邊人物
| 演員   | 角色   | 介紹 |
| 蘇熙靜 | 昇婉母 | 池昇琬的媽媽，太梁高中家長會主席。女兒是他的驕傲，誇耀女兒是興趣愛好。此外，與白易辰有著與眾不同的緣分，也是他的房東。 |

### 擊劍部
| 演員   | 角色   | 介紹 |
| 金惠恩 | 梁燦美 | 44歲（1998年），作為擊劍金牌得主獲得很多榮譽，是體育明星出身的太梁高中擊劍部教練。曾經是國家隊教練，且與希度媽媽申在京結識為好友，卻因為在京當記者時的一篇報導，讓她們成為冤家關係。 |
| 方恩晶 | 李多瑟 | 太梁高中擊劍部三年級學姊。因為比不過學妹的實力，禁止她們課後練習擊劍。 |
| 文宇彬 | 姜智秀 | 太梁高中擊劍部三年級學姊。 |
| 朱寶英 | 李睿知 | 太梁高中擊劍部一年級學妹。因對練習感到壓力，最後放棄了擊劍。 |
| 李伊真 | 朴寒率 | 太梁高中擊劍部一年級學妹。 |

### 其他人物
| 演員                                | 角色        | 介紹 |
| 李燦鍾                              | 徐仲赫      | UBS所屬記者，白易辰的前輩。雖然在很多方面都因為麻煩製造者白易辰而受苦，但他只指出問題所在，展示了一個關心白易辰的好前輩的形象，同時給出了現實的建議。 |
| 尹世雄                              | 徐榮城      | 太梁高中學生的訓導主任，看不起成績不佳的學生，時不時會以暴力教育智雄。                                                                                |
|                                     | 崔允書      | 芭蕾舞比賽10號，表現十分優異，讓排序在後的金敏彩產生放棄芭蕾的念頭。                                                                                  |
|                                     | 崔元煥      | 欺負白易玄的人。 |
|                                     | 金鍾燦      | 欺負白易玄的人。 |
|                                     | 黃炯碩      | 欺負白易玄的人。 |
| Garrison Michael Farquharson-Keener | 艾倫·史密斯 | 女子擊劍決賽裁判，向白易辰詢問餐廳而相識，在易辰的說服下接受金牌爭議採訪。                                                                            |
| 尹柱萬                              | 朴PD        | UBS資深PD，在白易辰主導的紀錄片中，為了提高收視率要求拍攝華麗的畫面，與白易辰起了衝突。                                                               |
|                                     | 李奇勳      | UBS紐約特派員，白易辰的前輩，決定卸下職位後，由白易辰接替。                                                                                           |
|                                     | 查克        | 紐約消防員，與白易辰分享內心的看法。 |
|                                     | 申俊赫      | 實習記者，因感到壓力在頂樓發洩，而受到白易辰的開導。                                                                                                  |

### 特別出演
| 演員   | 角色     | 介紹                                                                     | 登場集數 |
| 鄭侑敏 | 黃寶美   | 希度轉學前的宣眾女子高中一姊，希度為了爭取轉學的計劃而與她打架。         | 1        |
| 李中玉 | 教練     | 宣眾女子高中擊劍部教練，在擊劍部遭解散時，告訴希度是時代剝奪了她的夢想。 | 1、7     |
| 崔泰俊 | 鄭浩振   | 擊劍國手，羅希度的第一任男友，僅交往兩週後分手。                         | 6、12    |
| 李忠九 | 顧客     | 湯餐廳顧客，安慰因金牌爭議而受創的羅希度。                               | 7        |
| 金準鎬 | 金準鎬   | 擊劍國手，因為被希度稱為歐巴，而引來易辰的嫉妒。                         | 13       |
| 李旻   | 老闆     | 辱罵送報遲到的易辰，餐廳老闆，因為認為宥琳是賣國賊，而不賣給她炸醬麵。   | 1、14    |
| 車美京 | 醫院婦人 | 宥琳父親事故受害者的母親，一怒之下將宥琳的母親打包的午餐扔掉。           | 14       |
| 金南熹 | 店員     | 希度購買新手機的通訊行員工，幫易辰和希度取消情侶方案。                   | 16       |

## 音樂

### 原聲帶
| Disc 1   | Disc 1                                                                                   | Disc 1                                        | Disc 1  |
| 曲序     | 曲目                                                                                     | 演唱                                          | 时长    |
| -------- | ---------------------------------------------------------------------------------------- | --------------------------------------------- | ------- |
| 1.       | I think I'm in the middle of youth（CD Only）（청춘의 한가운데 있나 봅니다）             | 南柱赫（廣播）                                | 0:38    |
| 2.       | Starlight                                                                                | 泰一（NCT）                                   | 3:46    |
| 3.       | Shine on You with Blinding Flash of Light（눈이 부시도록 너를 비춰줄게）                 | 裵起成                                        | 3:14    |
| 4.       | Very, Slowly（아주, 천천히）                                                             | BIBI                                          | 3:35    |
| 5.       | Your Existence（존재만으로）                                                             | Wonstein                                      | 3:23    |
| 6.       | Go!                                                                                      | DK（SEVENTEEN）                               | 3:29    |
| 7.       | Stardust love song                                                                       | 志效（TWICE）                                 | 4:11    |
| 8.       | There is not much left until the entrance exam（CD Only）（수능이 얼마 남지 않았습니다） | 南柱赫（廣播）                                | 0:42    |
| 9.       | With                                                                                     | 金泰梨 南柱赫 苞娜 ( 宇宙少女 ) 崔顯旭 李宙明 | 4:29    |
| 10.      | Free（가보자）                                                                           | Xydo                                          | 3:47    |
| 11.      | Your World（너의 세상）                                                                  | 설호승 (SURL)                                 | 3:28    |
| 12.      | Hello（첫 인사）                                                                         | 변동욱                                        | 2:11    |
| 13.      | Shining Man（햇살보다 빛나는）                                                           | 신민용                                        | 2:46    |
| 14.      | Warrior（검객）                                                                          | Daniel Lee                                    | 2:06    |
| 15.      | You Are My Dream                                                                         | 신민용                                        | 3:00    |
| 16.      | Whoops!（헐!）                                                                           | 김완정                                        | 1:52    |
| 17.      | Sining In The Rain（비의 노래）                                                          | 임하영                                        | 2:05    |
| 18.      | Heartbroken（상심）                                                                      | 변동욱                                        | 1:39    |
| 19.      | Cute Guy（귀여운 남자）                                                                  | 신민용                                        | 2:25    |
| 20.      | Our Story（우리들의 이야기）                                                             | 유종현                                        | 2:24    |
| 21.      | Pretty Brats（하는 짓이 예쁜 일진）                                                      | 정봉길                                        | 2:07    |
| 22.      | Understand（이해）                                                                       | 임승범                                        | 2:48    |
| 23.      | When We Was Young（그날 너와 나）                                                        | 변동욱                                        | 2:43    |
| 总时长： | 总时长：                                                                                 | 总时长：                                      | 1:02:48 |

| Disc 2   | Disc 2                               | Disc 2     | Disc 2 |
| 曲序     | 曲目                                 | 演唱       | 时长   |
| -------- | ------------------------------------ | ---------- | ------ |
| 1.       | Starlight（Piano Ver.）              | 오동준     | 3:22   |
| 2.       | Free（가보자 (Guitar Ver.)）         | 정구현     | 1:59   |
| 3.       | Jealous（질투대장）                  | 변동욱     | 1:32   |
| 4.       | Looking Your Eyes                    | 임하영     | 1:28   |
| 5.       | Pink Cheek（핑크볼 소녀）            | 변동욱     | 1:28   |
| 6.       | New Beginnings（새로운 시작）        | 진명용     | 2:48   |
| 7.       | Match（승부）                        | 임하영     | 2:03   |
| 8.       | For a Dream（꿈을 위해）             | 진명용     | 2:11   |
| 9.       | Dreaming Day（꿈꾸던 시절）          | 김지영     | 3:13   |
| 10.      | Then Today（그때 오늘）              | 유종현     | 2:18   |
| 11.      | Goodbye（굿바이）                    | 진명용     | 3:13   |
| 12.      | Lovely Couple（러블리 커플）         | 김완정     | 1:52   |
| 13.      | Missing You（그리운 사람）           | 변동욱     | 2:32   |
| 14.      | Their Friendship（그녀들의 우정）    | 유종현     | 3:21   |
| 15.      | Whispers of Love（사랑의 속삭임）    | 임하영     | 2:01   |
| 16.      | Will（의지）                         | 변동욱     | 2:27   |
| 17.      | Western Pioneer（서부의 개척자）     | 유종현     | 3:09   |
| 18.      | Reunion（해후）                      | 진명용     | 2:55   |
| 19.      | Propose（프러포즈）                  | 임하영     | 2:05   |
| 20.      | Country of Brothers（컨츄리 오형제） | 유종현     | 1:58   |
| 21.      | Just Do It（하면 된다）              | Daniel Lee | 2:35   |
| 22.      | Fuss（난리법석）                     | 신민용     | 1:47   |
| 总时长： | 总时长：                             | 总时长：   | 52:17  |

- Part.1（發行日期：2022年2月13日）

| 曲序 | 曲目               | 演唱        | 时长 |
| ---- | ------------------ | ----------- | ---- |
| 1.   | Starlight          | 泰一（NCT） | 3:46 |
| 2.   | Starlight（Inst.） |             | 3:46 |

- Part.2（發行日期：2022年2月19日）

| 曲序 | 曲目                                                                                               | 演唱   | 时长 |
| ---- | -------------------------------------------------------------------------------------------------- | ------ | ---- |
| 1.   | Shine on You with Blinding Flash of Light（我會照亮你，讓你變得耀眼；눈이 부시도록 너를 비춰줄게） | 裵起成 | 3:15 |
| 2.   | Shine on You with Blinding Flash of Light（Inst.）                                                 |        | 3:15 |

- Part.3（發行日期：2022年2月20日）

| 曲序 | 曲目                                       | 演唱 | 时长 |
| ---- | ------------------------------------------ | ---- | ---- |
| 1.   | Very, Slowly（非常，緩慢地；아주, 천천히） | BIBI | 3:35 |
| 2.   | Very, Slowly（Inst.）                      |      | 3:35 |

- Part.4（發行日期：2022年2月26日）

| 曲序 | 曲目                                   | 演唱     | 时长 |
| ---- | -------------------------------------- | -------- | ---- |
| 1.   | Your Existence（你的存在；존재만으로） | Wonstein | 3:25 |
| 2.   | Your Existence（Inst.）                |          | 3:25 |

- Part.5（發行日期：2022年2月27日）

| 曲序 | 曲目         | 演唱            | 时长 |
| ---- | ------------ | --------------- | ---- |
| 1.   | Go!          | DK（SEVENTEEN） | 3:30 |
| 2.   | Go!（Inst.） |                 | 3:30 |

- Part.6（發行日期：2022年3月6日）

| 曲序 | 曲目                        | 演唱          | 时长 |
| ---- | --------------------------- | ------------- | ---- |
| 1.   | Stardust love song          | 志效（TWICE） | 4:11 |
| 2.   | Stardust love song（Inst.） |               | 4:11 |

- Part.7（發行日期：2022年3月13日）[註 1]

| 曲序 | 曲目          | 演唱                                          | 时长 |
| ---- | ------------- | --------------------------------------------- | ---- |
| 1.   | With          | 金泰梨 南柱赫 苞娜 ( 宇宙少女 ) 崔顯旭 李宙明 | 4:30 |
| 2.   | With（Inst.） |                                               | 4:30 |

- Part.8（發行日期：2022年3月20日）

| 曲序 | 曲目                     | 演唱 | 时长 |
| ---- | ------------------------ | ---- | ---- |
| 1.   | Free（我們走吧；가보자） | Xydo | 3:46 |
| 2.   | Free（Inst.）            |      | 3:46 |

- Part.9（發行日期：2022年3月27日）

| 曲序 | 曲目                              | 演唱          | 时长 |
| ---- | --------------------------------- | ------------- | ---- |
| 1.   | Your World（你的世界；너의 세상） | 설호승 (SURL) | 3:27 |
| 2.   | Your World（Inst.）               |               | 3:27 |

### 劇集配樂
- 同名主題配樂（發行日期：2013年10月14日）

| 曲序 | 曲目                                 | 演唱   | 时长 |
| ---- | ------------------------------------ | ------ | ---- |
| 1.   | 스물다섯, 스물하나（二十五，二十一） | 紫雨林 | 4:44 |

- 羅希度舞蹈練習曲（發行日期：1998年5月9日）

| 曲序 | 曲目             | 演唱 | 时长 |
| ---- | ---------------- | ---- | ---- |
| 1.   | 해결사（終結者） | 神話 | 3:38 |

### 音樂排行
| 歌曲                                          | 年份 | 最高排行 | 最高排行 | 備註   | 參            |
| 歌曲                                          | 年份 | 韓國     | 韓國     | 備註   | 參            |
| 歌曲                                          | 年份 | Gaon     | Hot      | 備註   | 參            |
| --------------------------------------------- | ---- | -------- | -------- | ------ | ------------- |
| Starlight （泰一）                            | 2022 | 30       | 28       | Part.1 | [ 40 ] [ 41 ] |
| Very, Slowly （BIBI）                         | 2022 | 48       | 43       | Part.3 | [ 40 ] [ 42 ] |
| Your Existence （Wonstein）                   | 2022 | 16       | 19       | Part.4 | [ 43 ] [ 44 ] |
| Go! （DK）                                    | 2022 | 117      | 88       | Part.5 | [ 45 ] [ 41 ] |
| Stardust Love Song （志效）                   | 2022 | 103      | 71       | Part.6 | [ 46 ] [ 44 ] |
| With （金泰梨、南柱赫、苞娜、崔顯旭、李宙明） | 2022 | 40       | 54       | Part.7 | [ 43 ] [ 41 ] |
| Free （Xydo）                                 | 2022 | 101      | 93       | Part.8 | [ 43 ] [ 44 ] |

## 收視率
全劇16集皆在首爾（首都圈）及韓國全國範圍的同時段收視率中排名第一。其中最終回AGB全國收視率11.513%，創下韓國有線與綜編頻道戲劇收視率排行第22名，以及tvN戲劇收視率排行第15名。
| 季數 | 季數 | 每季集數 | 每季集數 | 每季集數 | 每季集數 | 每季集數 | 每季集數 | 每季集數 | 每季集數 | 每季集數 | 每季集數 | 每季集數 | 每季集數 | 每季集數 | 每季集數 | 每季集數 | 每季集數 | 平均  |
| 季數 | 季數 | 1        | 2        | 3        | 4        | 5        | 6        | 7        | 8        | 9        | 10       | 11       | 12       | 13       | 14       | 15       | 16       | 平均  |
| ---- | ---- | -------- | -------- | -------- | -------- | -------- | -------- | -------- | -------- | -------- | -------- | -------- | -------- | -------- | -------- | -------- | -------- | ----- |
|      | 1    | 1.537    | 2.065    | 1.999    | 2.165    | 1.988    | 2.509    | 2.620    | 2.857    | 2.870    | 2.887    | 2.919    | 2.828    | 2.796    | 2.905    | 2.639    | 3.047    | 2.539 |

| 集數       | 播出日期   | 尼爾森收視率     | 尼爾森收視率   |
| 集數       | 播出日期   | 大韓民國（全國） | 首爾（首都圈） |
| ---------- | ---------- | ---------------- | -------------- |
| 1          | 2022/02/12 | 6.370%           | 7.799%         |
| 2          | 2022/02/13 | 8.010%           | 8.867%         |
| 3          | 2022/02/19 | 8.182%           | 8.981%         |
| 4          | 2022/02/20 | 8.787%           | 9.972%         |
| 5          | 2022/02/26 | 7.956%           | 8.960%         |
| 6          | 2022/02/27 | 9.817%           | 11.065%        |
| 7          | 2022/03/05 | 9.718%           | 10.380%        |
| 8          | 2022/03/06 | 10.900%          | 11.734%        |
| 9          | 2022/03/12 | 10.622%          | 12.043%        |
| 10         | 2022/03/13 | 10.879%          | 12.660%        |
| 11         | 2022/03/19 | 10.887%          | 12.410%        |
| 12         | 2022/03/20 | 10.675%          | 12.528%        |
| 13         | 2022/03/26 | 9.927%           | 11.001%        |
| 14         | 2022/03/27 | 10.308%          | 11.451%        |
| 15         | 2022/04/02 | 9.592%           | 10.302%        |
| 16         | 2022/04/03 | 11.513%          | 12.636%        |
| 平均收視率 | 平均收視率 | 9.633%           | 10.799%        |
| 特輯       | 2022/03/11 | 1.695%           | 2.100%         |

- 收視最低的集數以藍色表示，收視最高的集數以紅色表示，而空格則表示該集的收視沒有相關數據。

### 同時段作品
週五六時段劇集
- SBS 金土連續劇：《解讀惡之心的人們》
- MBC 金土連續劇：《Tracer》、《還有明天》

週末時段劇集
- KBS1 大河連續劇：《太宗李芳遠》
- KBS2 週末連續劇：《紳士與小姐》、《現在很美麗》
- JTBC 週末連續劇：《氣象廳的人們：社內戀愛殘酷史篇》
- TV朝鮮 週末連續劇：《結婚作詞，離婚作曲3》

## 迴響

### 評價
根據韓聯社報導，《二十五，二十一》能夠成功吸引觀眾的主要原因歸功於其「復古感傷」的氛圍，在劇中運用道具、流行趨勢和地點來呈現該年代的景象，並透過創造出來的氛圍喚起曾經歷1990年代的觀眾懷舊情緒，達到與tvN熱門電視劇《請回答》系列相同的效果。此外，因為劇中描述了韓國在IMF金融危機時期的鬥爭，再將其與現今仍持續的COVID-19疫情聯繫起來，也成功地獲得了觀眾的同情和共鳴。
飾演羅希度的女主角金泰梨在拍攝時的真實年齡為31歲，仍依靠精湛的演技成功扮演僅18歲的高中生角色，毫無違和感的演繹受到觀眾肯定。飾演白易辰的男主角南柱赫，大幅進步的演技也獲得了觀眾良好的評價，化解過去遭受演技不佳的批評，韓國流行文化評論家鄭德賢也認為南柱赫是個形象不錯的演員，但感覺以往演技並不出眾，在這部作品中卻突破了這個極限。而飾演高宥琳的苞娜，是透過女子音樂團體出身的偶像藝人，但在劇中表現十分穩定及自然，也讓不認識她的觀眾誤以為是以演員出身的新人。
在結局播出後獲得正反兩面的評價，許多觀眾不滿結局讓人無法理解，但也有不少觀眾認為權度銀編劇執筆的結局十分真實，且在開場編劇就使用中年羅希度與女兒的場景明示未來結局，並非是讓人無法接受的劇情發展。對此權度銀編劇表示自己曾經擁有與劇中相似的朋友及初戀，所以期盼能夠透過《二十五，二十一》喚起觀眾共鳴。不過多數觀眾認為這部作品給人帶來十分強烈的後座力和餘韻，仍然是值得一看的作品。

### 獎項
第58屆百想藝術大獎於2022年4月11日公布入圍名單，《二十五，二十一》在電視部門入圍「電視劇作品獎」、金泰梨的「女子最優秀演技獎」及崔顯旭的「男子新人獎」三項獎項。4月29日，入圍者人氣獎投票截止，金泰梨獲得近76萬的票數成功角逐下「女子人氣獎」。5月6日舉行頒獎典禮，金泰梨在七位評審中獲得五票，成功拿下電視部門「女子最優秀演技獎」。評審金元錫認為金泰梨是「不同等級的演員」，很多演員在演戲時擺脫不了自身的存在感，但《二十五，二十一》的羅希度展現卓越演技，也成功透過羅希度一角引領劇中的其他角色。
| 年度   | 頒獎典禮           | 獎項                     | 入圍者         | 結果 | 參     |
| 2022年 | 第58屆百想藝術大獎 | 電視劇作品獎             | 二十五，二十一 | 提名 | [ 72 ] |
| 2022年 | 第58屆百想藝術大獎 | 電視部門女子最優秀演技獎 | 金泰梨         | 獲獎 | [ 73 ] |
| 2022年 | 第58屆百想藝術大獎 | 女子人氣獎               | 金泰梨         | 獲獎 | [ 74 ] |
| 2022年 | 第58屆百想藝術大獎 | 電視部門男子新人獎       | 崔顯旭         | 提名 | [ 75 ] |
| 2022年 | 第13屆韓國電視劇節 | 作品獎                   | 二十五，二十一 | 提名 |        |
| 2022年 | 第13屆韓國電視劇節 | 演技大獎                 | 金泰梨         | 提名 |        |
| 2022年 | 第13屆韓國電視劇節 | 導演獎                   | 鄭智炫         | 提名 |        |
| 2022年 | 第13屆韓國電視劇節 | 女子新人獎               | 苞娜           | 獲獎 |        |

### 排行
自開播至播畢期間，《二十五，二十一》連續8週在韓國GOODDATA Corp調查的戲劇話題性排行榜中保持第一，而主角金泰梨與南柱赫也分別於前後四週位居演員話題性排行榜第一、二名。此外，飾演中年時期羅希度的金素賢出乎意料地連續8週登上熱搜排行榜第一名，原因是金素賢出場就給觀眾留下了短暫而強烈的印象，但在演技上被批評發音不夠自然、彆扭等，卻也激起許多觀眾對這名演員的好奇心。隨後YouTube在6月底公佈的2022上半年韓國搜索排行中，金泰梨、南柱赫雙雙獲得男、女演員第一名。
在串流媒體播放排行部分，《二十五，二十一》連續10週（至2022年5月1日該週）進入Netflix官方的「全球前10名」（非英語類節目）觀看時長排行榜，最高排行為全球第2名，但僅在韓國排名第一，於海外眾多地區如台灣、印尼、馬來西亞、菲律賓和越南等皆僅次《社內相親》排名第二，不過仍然受到了許多關注。而截止至5月1日，於Netflix累積收看時間以1.71億小時排行全球第36名。另外在Netflix的2022第一季度韓劇收視排行中則僅次《那年，我們的夏天》位居第二，而在韓媒公開的2022「全球推特提及最多韓劇」中也成功打敗《社內相親》勇奪第二。

| 日期     | 佔有率 | 排名 | 備註     |
| -------- | ------ | ---- | -------- |
| 2月第1週 | 3.04%  | 9    | [ 註 3 ] |
| 2月第2週 | 21.72% | 1    |          |
| 2月第3週 | 33.12% | 1    |          |
| 2月第4週 | 26.44% | 1    |          |
| 3月第1週 | 30.71% | 1    |          |
| 3月第2週 | 32.43% | 1    |          |
| 3月第3週 | 33.45% | 1    |          |
| 3月第4週 | 28.86% | 1    |          |
| 3月第5週 | 38.00% | 1    |          |

| 日期     | 排名   | 排名   | 排名 |
| 日期     | 金泰梨 | 南柱赫 | 苞娜 |
| -------- | ------ | ------ | ---- |
| 2月第2週 | 1      | 2      | -    |
| 2月第3週 | 1      | 2      | 7    |
| 2月第4週 | 1      | 2      | 7    |
| 3月第1週 | 1      | 2      | 3    |
| 3月第2週 | 2      | 1      | 5    |
| 3月第3週 | 2      | 1      | 5    |
| 3月第4週 | 2      | 1      | 5    |
| 3月第5週 | 2      | 1      | 5    |

| 日期     | 佔有率 | 排名 | 備註     |
| -------- | ------ | ---- | -------- |
| 2月第1週 | 3.04%  | 9    | [ 註 3 ] |
| 2月第2週 | 21.72% | 1    |          |
| 2月第3週 | 33.12% | 1    |          |
| 2月第4週 | 26.44% | 1    |          |
| 3月第1週 | 30.71% | 1    |          |
| 3月第2週 | 32.43% | 1    |          |
| 3月第3週 | 33.45% | 1    |          |
| 3月第4週 | 28.86% | 1    |          |
| 3月第5週 | 38.00% | 1    |          |

| 日期     | 排名   | 排名   | 排名 |
| 日期     | 金泰梨 | 南柱赫 | 苞娜 |
| -------- | ------ | ------ | ---- |
| 2月第2週 | 1      | 2      | -    |
| 2月第3週 | 1      | 2      | 7    |
| 2月第4週 | 1      | 2      | 7    |
| 3月第1週 | 1      | 2      | 3    |
| 3月第2週 | 2      | 1      | 5    |
| 3月第3週 | 2      | 1      | 5    |
| 3月第4週 | 2      | 1      | 5    |
| 3月第5週 | 2      | 1      | 5    |

| 日期     | 佔有率 | 排名 |
| -------- | ------ | ---- |
| 2月第2週 | 17.87% | 2    |
| 2月第3週 | 21.06% | 2    |
| 2月第4週 | 19.66% | 1    |
| 3月第1週 | 16.4%  | 2    |
| 3月第2週 | 17.97% | 1    |
| 3月第3週 | 20.93% | 1    |
| 3月第4週 | 18.98% | 2    |
| 3月第5週 | 25.52% | 1    |

| 日期     | 排名   | 排名   | 排名   | 排名   |
| 日期     | 金泰梨 | 南柱赫 | 金素賢 | 崔泰俊 |
| -------- | ------ | ------ | ------ | ------ |
| 2月第2週 | 6      | -      | 1      | -      |
| 2月第3週 | 6      | 4      | 1      | -      |
| 2月第4週 | 2      | 3      | 1      | 4      |
| 3月第1週 | 3      | 4      | 1      | -      |
| 3月第2週 | 4      | 5      | 1      | -      |
| 3月第3週 | 6      | -      | 1      | -      |
| 3月第4週 | 9      | 7      | 1      | -      |
| 3月第5週 | 5      | 4      | 1      | -      |

| 日期     | 佔有率 | 排名 |
| -------- | ------ | ---- |
| 2月第2週 | 17.87% | 2    |
| 2月第3週 | 21.06% | 2    |
| 2月第4週 | 19.66% | 1    |
| 3月第1週 | 16.4%  | 2    |
| 3月第2週 | 17.97% | 1    |
| 3月第3週 | 20.93% | 1    |
| 3月第4週 | 18.98% | 2    |
| 3月第5週 | 25.52% | 1    |

| 日期     | 排名   | 排名   | 排名   | 排名   |
| 日期     | 金泰梨 | 南柱赫 | 金素賢 | 崔泰俊 |
| -------- | ------ | ------ | ------ | ------ |
| 2月第2週 | 6      | -      | 1      | -      |
| 2月第3週 | 6      | 4      | 1      | -      |
| 2月第4週 | 2      | 3      | 1      | 4      |
| 3月第1週 | 3      | 4      | 1      | -      |
| 3月第2週 | 4      | 5      | 1      | -      |
| 3月第3週 | 6      | -      | 1      | -      |
| 3月第4週 | 9      | 7      | 1      | -      |
| 3月第5週 | 5      | 4      | 1      | -      |

### 效應
播出後，飾演羅希度的金泰梨受到觀眾的歡迎與更多的認可，金泰梨為了感謝粉絲對戲劇的支持，而親自拍攝沿用《二十五，二十一》復古風格片頭與歌曲的Vlog，並請編劇權度銀命名為《那裡是這裡嗎》，在2022年5月12日於經紀公司MMM的YouTube頻道公開，截至5月16日已達150萬次觀看。
在韓國演藝圈也受到許多歡迎，包括BTS的田柾國、aespa的Karina、Red Velvet的Yeri、少女時代的秀英、BLACKPINK的Lisa以及演員孔劉等多位藝人分享觀劇紀錄並推薦給粉絲，激起許多觀眾給予這部劇第二次的機會，Netflix官方也在社群媒體上做出回應。
在全劇播出結束後，韓國文化體育觀光部推出了含有行程、住宿和禮卷的《二十五，二十一》旅遊產品，行程包括全州韓屋村、西鶴洞藝術村週邊與寒碧隧道等戲劇拍攝地點。
2022年復古風格在韓國重新流行，《二十五，二十一》在這股「復古熱潮」中做出了很大貢獻，包括劇中漫畫《浪漫滿屋》出現後，根據韓國最大的網路書店YES24分析，2022年2月《浪漫滿屋》的銷量增長了1,044%，3月則再增長了24.3%。而韓國7-Eleven的銷售報告指出，公司的復古貼紙糕點產品出現在戲劇上，自有烘焙品牌Brea;daum的銷售額成長了三倍，其中銷售額前四名中的三名就為被稱作「羅希度麵包」的戲劇相關產品，7-Eleven也在4月7日宣布Brea;daum與《二十五，二十一》合作推出另外兩款產品。
播出頻道tvN母公司CJ E&M的2022年第一季度銷售額增長12%，投資公司大信證券將此歸功於《二十五，二十一》的高話題度和電視廣告的復甦。

## 爭議

### 官網簡介
在戲劇官網介紹中使用「金妍兒和淺田真央對彼此意味著什麼？如果沒有彼此，兩位選手都能比現在更加耀眼嗎？」與劇中人物羅希度與高宥琳做為比較，引發網友爭論是否有必要將身為隊友的虛構角色和日韓國際比賽中的真實人物做出對比，在爭議發生後tvN將這段話從官網介紹中移除。

### 未成年戀愛
劇中身為成年人的男主角白易辰與未成年的女主角羅希度，兩人之間產生了愛情關係，導致部分觀眾擔心會鼓吹未成年者與成年人談戀愛，可能助長相關犯罪。但在Nate網站上進行的調查結果顯示，超過3,000名受訪者中有77%認為劇中的愛情線沒有問題。而飾演羅希度的演員金泰梨也表示「在閱讀劇本時就有過許多討論，演出時也相當謹慎，無論是自己或南柱赫，都不停和導演及編劇溝通，導演也十分苦惱，最終呈現給觀眾的畫面已經是絞盡腦汁的成果」。

### 九一一襲擊事件
在第15集中，男主角白易辰被派往紐約報導美國九一一襲擊事件現場，為了描繪對戀人極度的渴望，而出現女主角羅希度看白易辰對九一一襲擊事件的現場報導邊大笑的場景，導致部分觀眾認為十分不恰當，沒有考慮到事件的嚴重性及背後受害者的感想，並擔心美國觀眾若是看到此幕會對韓劇出現誤解。

## 外部連結
- 韓國tvN官方網站
- Daum上《二十五，二十一》的資料
- 在Netflix上觀看《二十五，二十一》

| tvN 週末連續劇                                    | tvN 週末連續劇                                 | tvN 週末連續劇 |
| ------------------------------------------------- | ---------------------------------------------- | -------------- |
|                                                   | 二十五，二十一 （2022年2月12日－2022年4月3日） |                |
| 不可殺：永生之靈 （2021年12月18日－2022年2月6日） | 我們的藍調時光 （2022年4月9日－2022年6月12日） |                |